# Kourgbélé
Kourgbélé est une localité située dans le département de Nako de la province du Poni dans la région Sud-Ouest au Burkina Faso.

## Histoire
En 2006, le village est habité uniquement par deux communautés, les birifors qui l'ont fondé et les éleveurs peuls qui sont arrivés dans les années 1990.

## Santé et éducation
Le centre de soins le plus proche de Kourgbélé est le centre de santé et de promotion sociale (CSPS) de Nako tandis que le centre hospitalier régional (CHR) de la province se trouve à Gaoua.